# Wakefield-Peacedale
Wakefield-Peacedale – jednostka osadnicza w Stanach Zjednoczonych, w stanie Rhode Island, w hrabstwie Washington.